# Archophileurus cribrosus
Archophileurus cribrosus är en skalbaggsart som beskrevs av Leconte 1854. Archophileurus cribrosus ingår i släktet Archophileurus och familjen Dynastidae. Inga underarter finns listade.